# Hub (aviação comercial)
Hub (do inglês), plataforma giratória de voos, e centro de conexão são designações dadas ao aeroporto utilizado por uma companhia aérea como ponto de conexão para transferir seus passageiros para o destino pretendido. É parte do sistema hub-and-spoke ("cubo e raios", como em uma roda de bicicleta), no qual viajantes em trânsito entre aeroportos que não são servidos por voos diretos trocam de aeronave para continuar sua viagem ao destino final. Muitas companhias aéreas têm seus hubs situados em aeroportos das cidades onde ficam sua sede, hangares ou terminais.
Algumas companhias aéreas podem usar apenas um hub, enquanto outras usam vários. Hubs são usados no transporte de passageiros bem como no transporte de carga.
Muitas companhias utilizam também cidades-foco, que funcionam da mesma forma que hubs. Companhias aéreas podem também usar hubs secundários, que são um termo não técnico para grandes cidades-foco.
Casos deste tipo podem ser encontrados em:
- São Paulo (CGH e GRU), Rio de Janeiro (GIG), Brasília (BSB), quanto à LATAM;
- São Paulo (CGH e GRU), Rio de Janeiro (GIG), Fortaleza (FOR) e Brasília (BSB) quanto à GOL;
- Recife (REC), Belo Horizonte (CNF), Campinas (VCP) e  Cuiabá (CGB) quanto à Azul Linhas Aéreas Brasileiras;
- São Paulo (GRU) e Brasília (BSB) quanto à Avianca Brasil;
- Ribeirão Preto, quanto à Passaredo Linhas Aéreas;
- Rio de Janeiro (GIG e SDU) e São Paulo (GRU), quanto à extinta Varig;
- Rio de Janeiro (GIG e SDU), quanto às extintas Cruzeiro do Sul/Syndicato Condor e Panair do Brasil;
- Brasília, quanto à extinta Transbrasil;
- Manaus, quanto à MAP Linhas Aéreas;
- Goiânia, Brasília, Palmas, Marabá e Belém, quanto à SETE Linhas Aéreas;
- Porto Alegre, quanto à NHT Linhas Aéreas;
- Lisboa, quanto à TAP;
- Dubai, quanto à Emirates;
- Abu Dhabi, quanto à Etihad;
- Doha, quanto à Qatar Airways;
- Manama, quanto à Gulf Air;
- Dallas e Miami, quanto à American Airlines;
- Frankfurt e Munique, quanto à Lufthansa;
- Varsóvia e Poznan, quanto à LOT Polish Airlines;
- Houston, quanto à Continental;
- Chicago, quanto à United Airlines;
- Amsterdã, quanto à KLM;
- Londres, quanto à British Airways;
- Paris, quanto à Air France;
- Madrid, quanto à Iberia;
- Roma, quanto à Alitalia;
- Zurique, quanto à Swiss;
- Moscou, quanto à Aeroflot;
- Buenos Aires, quanto à Aerolíneas Argentinas;
- Santiago, quanto à LATAM;
- Johannesburgo, quanto à South African Airways;
- Adis Abeba, quanto à Ethiopian Airlines;
- Toronto, quanto à Air Canada;
- Sydney, quanto à Qantas;
- Auckland, quanto à Air New Zealand;
- Mumbai, quanto à Air India;
- Singapura, quanto à Singapore Airlines;
- Hong Kong, quanto à Cathay Pacific;
- Pequim, quanto à Air China;
- Incheon, quanto à Korean Air;
- Tóquio, quanto à Japan Airlines;
- Atlanta, quanto à Delta Airlines;
- Cidade do Panamá, quanto à Copa Airlines;
- Cidade do México, quanto à Aeroméxico;
- Ponta Delgada, quanto à Azores Airlines.

## Operação
O sistema hub-and-spoke permite que uma companhia aérea sirva menos rotas, portanto menos aeronaves são necessárias. O sistema também aumenta a carga de passageiros; um voo de um hub para um spoke não carrega apenas passageiros originados no hub, mas também passageiros originados em várias cidades spoke. No entanto, o sistema é caro. Funcionários e instalações adicionais são necessários para atender à conexão de passageiros. Para atender cidades de várias populações e demandas, uma companhia aérea exige vários tipos de aeronaves, e treinamento e equipamento específicos são necessários para cada tipo. Além disso, as companhias aéreas podem sofrer restrições de capacidade à medida que se expandem em seus aeroportos centrais.
Para o passageiro, o sistema hub-and-spoke oferece serviço aéreo de uma parada para uma ampla variedade de destinos. No entanto, é necessário ter que fazer conexões regularmente a caminho do destino final, o que aumenta o tempo de viagem. Além disso, as companhias aéreas podem monopolizar seus hubs (centros de fortaleza), permitindo que aumentem livremente as tarifas, pois os passageiros não têm alternativa.

## Relação de hubs
Alguns dos hubs mais movimentados, por continente, são:
- Europa - Heathrow (Londres), Charles de Gaulle (Paris), Schiphol (Amsterdã), Istambul (Istambul), Barajas (Madrid) e Frankfurt-am-Main (Frankfurt).
- Ásia - Dubai (Dubai), Abu Dhabi (Abu Dhabi), Doha (Doha), Narita (Tóquio), Hong Kong (Hong Kong) e Changi (Singapura).
- Oceania - Kingsford Smith (Sydney) e Auckland (Auckland).
- África - OR Tambo (Joanesburgo), Cairo (Cairo), Cidade do Cabo (Cidade do Cabo), Durban (Durban), Jomo Kenyatta (Nairóbi), Murtala Muhammed (Lagos) e Mohammed V (Casablanca).
- América do Norte - JFK (Nova York), Los Angeles (Los Angeles), São Francisco (São Francisco), O'Hare (Chicago), Atlanta (Atlanta), Miami (Miami) e Cidade do México (Cidade do México).
- América Central - Cidade do Panamá (Cidade do Panamá).
- América do Sul - Guarulhos (São Paulo), El Dorado (Bogotá), Juscelino Kubitschek (Brasília), Tom Jobim/Galeão (Rio de Janeiro), Aeroporto Internacional do Recife (Recife), Ministro Pistarini/Ezeiza (Buenos Aires), Belo Horizonte-Confins (Belo Horizonte), Comodoro Arturo Merino Benítez/Pudahuel (Santiago) e Jorge Chávez (Peru) .